# Mobiles Fernsehen

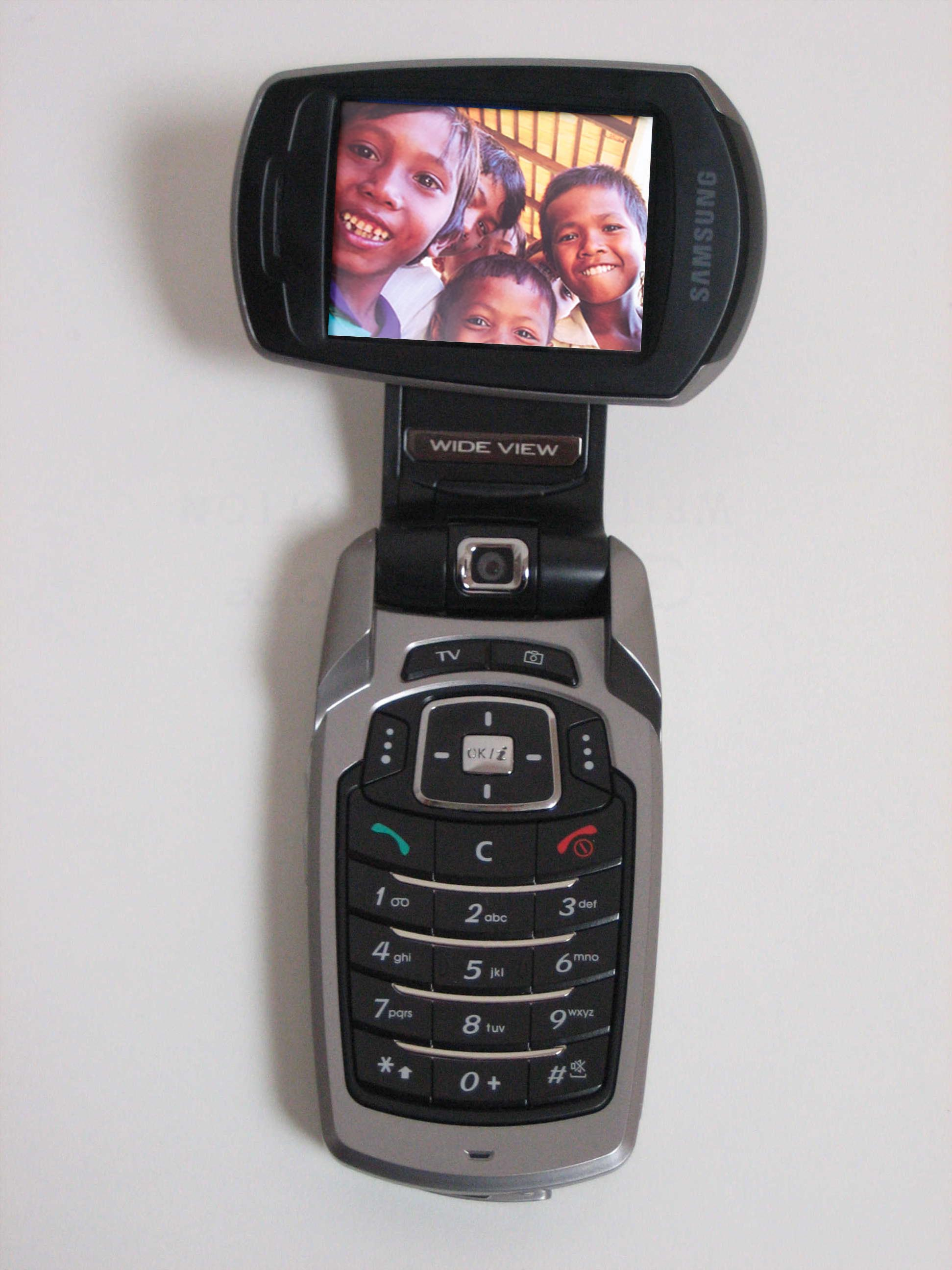
Mobiltelefon mit Fernsehempfang (DMB-Empfang)

Der Begriff Mobiles Fernsehen (Mobilfernsehen), Mobil-TV (mobile TV) taucht ab 2006 vermehrt auf und bezeichnet die Nutzung von Fernsehprogrammen auf mobilen Endgeräten aller Art: Mobiltelefone, Taschenfernseher (Portable TV, Handheld TV), PMPs, Laptops und Fernsehgeräten in Fahrzeugen. Dabei wird nicht immer deutlich zwischen rundfunkmäßig ausgestrahlten und individuell abgerufenen Verfahren getrennt.
Der Unterbegriff Handy-TV bezieht sich auf portable Geräte mit relativ kleinem Bildschirm, die überwiegend auch Telefoniefunktionen bieten und dadurch individuell adressierbar sind, was Interaktivität, andere Abrechnungsmodelle und Übertragungsverfahren ermöglicht. Zum Teil werden zwei unterschiedliche Technologien für die Empfangs- und Senderichtung (Rückkanal) kombiniert, etwa DVB-H und GSM.

## Grundlagen
Die Europäische Kommission setzte 2007 einen Rechtsakt Stärkung des Binnenmarkts für das Mobilfernsehen und im gleichen Jahr wurde in Österreich die Formulierung „und mobiles terrestrisches Fernsehen“ im Privatfernsehgesetz (PrTV-G) ergänzt und zum Regelungsgegenstand des Gesetzes erklärt.
Einige Anbieter verwenden die Bezeichnung Mobiles Fernsehen im Abgrenzungsversuch zum Begriff Handy-TV, der für Videoangebote über das Telefoniesystem UMTS etabliert worden war. Während Handy-TV bei UMTS als individuelle Datenverbindung im Mobilfunknetz übermittelt wird, wird mobiles Fernsehen in der engeren Begriffsverwendung wie herkömmliche Rundfunkprogramme ausgestrahlt und ist prinzipiell unabhängig von den Mobilfunknetzen. Da häufig beide Techniken in einem Gerät kombiniert werden, die Diensteanbieter identisch sein können und außerdem ein Rückkanal über das Telefonsystem möglich ist, kommt es jedoch häufig zu Begriffsverwirrungen.
Höhere Aufmerksamkeit fand Mobiles Fernsehen durch die Fußball-Weltmeisterschaft in Deutschland im Frühsommer 2006. Erstmals wurden Spiele live für mobile Endgeräte (Handys) sowohl über Digital Multimedia Broadcasting (DMB) ausgestrahlt als auch per UMTS übertragen. Dabei bestätigte sich, dass viele gleichzeitige Nutzer bei der auf Direktverbindungen angewiesenen Lösung (UMTS) zu Kapazitätsproblemen und Übertragungsstörungen führen können, während die rundfunktypische Ausstrahlung in DMB, DVB etc. unbegrenzt viele Empfänger versorgen kann.

## Inhalte
Während die Diskussion um die richtige Technik breit geführt wurde, gab es weniger Untersuchungen dazu, welche Videoangebote die potentiellen Zuschauer unterwegs überhaupt sehen wollen und welche sie tatsächlich auf kleinen Bildschirmen nutzen. Fernsehinhalte können unverändert parallel über Handy-TV ausgestrahlt werden, bestehende Inhalte können modifiziert werd oder originäre Mobilinhalte werden neu entwickelt.
Die Mobilfunkbetreiber begannen zur UMTS-Einführung damit, Fernsehsignale unbearbeitet auf entsprechende Mobiltelefone zu übertragen, und auch per DMB und DVB werden überwiegend traditionelle Vollprogramme gesendet, ohne abschließend zu klären, ob die unterschiedliche Nutzungssituation und das kleine Endgerät neue Anforderungen an die Inhalte stellen.
Einige Kommunikationswissenschaftler, die elektronische Massenmedien erforschen, sehen hierin einen Fehler der Anbieter, der zum geringen Erfolg bzw. dem Scheitern der Angebote entscheidend beiträgt. Ein mobiler Fernsehsender solle eher wie die meisten Radiosender aufgebaut sein, also aus Schnipseln (Clips) bestehen, die eine gewisse Länge nicht überschreiten. Als Vorbild könnten die Inhalte von YouTube und ähnlichen Videoportalen oder Podcasts im Internet dienen.
Mobilfernsehen wird überwiegend auf kleineren Bildschirmen gesehen, die häufig in der freien Hand gehalten werden. Es gibt bspw. in Fahrzeugen jedoch auch größere Geräte, bei denen außerdem die Akkulaufzeit keine Rolle spielt. Selbst mit besser werdender Auflösung bleibt aber die Beobachtungssituation häufig unruhig und schlecht ausgeleuchtet, sodass trotzdem kaum Details wahrgenommen werden können.
Unter diesen Bedingungen funktionierende Medienformen („der Sender ist die Sendung“) sind unter anderem Musikvideos, Sketche und Pannenvideos, Kurznachrichten aus allen Ressorts mit Kommentaren und Interviews, Werbung, Trailer und Ausschnitte, Pornographie und Erotik, Wissenshäppchen und Quizsendungen, Rezepte und Tipps, Beiträge klassischer Magazinsendungen, Kurzfilme, speziell produzierte oder neu zusammengeschnittene Serien (Mobisode). Dabei können textuelle Schlagzeilen und Diagramme wirksamer sein als Bewegtbilder. Nicht geeignet sind Filme in voller Länge und die meisten klassischen Serien sowie die meisten Sportübertragungen. Häufige Wiederholungen würden akzeptiert, solange es sich nicht um veraltete Inhalte handelt.
Erste Erkenntnisse aus Studien mit einer größeren Anzahl von Nutzern zeigen, dass Nachrichten ein sehr beliebter Inhalt sind, gefolgt von Musikclips, Serien und Sport. Trotzdem setzt man bspw. in den USA auf Spielfilme für Mobiltelefone: Sony Pictures stellt einen eigenen Kanal für das Angebot von AT&T zur Verfügung.

## Nutzungsverhalten
Aus Feldstudien, den kommerziellen mobilen Rund- sowie Mobilfunkangeboten liegen inzwischen ausreichend Erkenntnisse über das Nutzerverhalten vor, also wer wann wo und wie lange welche Form von Mobilfernsehen nutzt.
Die Nutzungssituation unterscheidet sich von der des klassischen Fernsehens allein dadurch, dass bei den meisten Geräten nur ein bis zwei Zuschauer sinnvoll möglich ist.
Mobiles Fernsehen wird zwar außerhalb der eigenen vier Wände genutzt, etwa beim Warten, im ÖPNV oder in der Mittagspause, aber die größte Feldstudie in Österreich ergab, dass öffentliche Verkehrsmittel nur der zweitbeliebteste Ort für Fernsehen auf dem Mobiltelefon sind, der beliebteste Ort für die Nutzung ist zu Hause.
Diverse Studien haben versucht, herauszufinden, wie viel potentielle Nutzer bereit sind, für die Angebote zu zahlen, und sind teilweise landesabhängig zu unterschiedlichen bzw. sogar gegensätzlichen Ergebnissen gelangt.

## Übertragungsstandards
Es gibt verschiedenste technische Möglichkeiten, audiovisuelle Inhalte auf mobile Empfangsgeräte zu übertragen. Einige dieser Übertragungsstandards bauen aufeinander auf, andere stehen in Konkurrenz zueinander. Dabei sind besonders regionale Differenzen zu berücksichtigen, die eine weltweit einheitliche Regelung erschweren. Klassifiziert werden die Standards im Folgenden hinsichtlich ihres Übertragungsweges.

### Rundfunk
Während in Mobilfunknetzen zwischen jedem Empfänger und dem Sender Einzelverbindungen hergestellt werden, sind Rundfunknetze dadurch gekennzeichnet, dass der Sender sein Signal nutzerunabhängig ausstrahlt. Jeder Zuschauer sieht das gleiche, die benötigte Infrastruktur ist unabhängig von der Anzahl der Zuschauer, und damit in der Lage auch sehr viele Zuschauer gleichzeitig zu versorgen. Man spricht vom so genannten Broadcasting. Broadcast-Netze verfügen grundsätzlich über keinen eigenen Rückkanal, können jedoch mit Mobilfunknetzen kombiniert werden um dennoch interaktive Dienste zu ermöglichen.
Mangels Einzelverbindungen zwischen Empfänger und Sender ist es nicht möglich, individuelle Inhalte wie z. B. Video-on-Demand über Rundfunknetze anzubieten. Der Nutzer ist an die vorgegebene Ausstrahlung des Senders gebunden und hat keinen Einfluss auf den Sendestart.
In Europa gab es längere Zeit zwei mobile Broadcaststandards, die sich parallel entwickelten, DMB und DVB-H. Inzwischen hat sich die EU für DVB-H ausgesprochen. Während in Italien, Österreich, der Schweiz und den Niederlanden DVB-H im Regelbetrieb ist, verzögert sich der flächendeckende Start in Deutschland aus medienrechtlichen Gründen immer wieder.
Insbesondere dort, wo nicht alle Mobilfunkbetreiber des Landes eine DVB-H-Lizenz erhalten haben, setzen diese auf den Empfang von mobilem Fernsehen über DVB-T als Alternative. So hat Vodafone in Deutschland dies als Pilotprojekt auf der Cebit 2008 gestartet. Auch Handy-Hersteller wie LG oder Sagem haben DVB-T-fähige Handys vorgestellt oder angekündigt.
In den USA setzen Verizon und AT&T auf MediaFLO, in Japan wird „1seg“ als Teil des ISDB-Signals übertragen (1 der 13 Segmente pro Kanal).

#### DVB-H
Das europaweit erste kommerzielle DVB-H-Angebot startete im Juni 2006 in Italien durch den Mobilfunkanbieter H3G und erreichte bis Ende 2007 über 750.000 Kunden.
In Deutschland hat die Bundesnetzagentur 2007 die Lizenz und Frequenzen für den technischen Betrieb der Sendeanlagen an die Media Broadcast vergeben. Die Gesamtkonferenz der Landesmedienanstalten hat 2008 beschlossen die Lizenz für den Sendebetrieb (also Inhalte) an Mobile 3.0 (Joint Venture aus MFD und NEVA Media) zu vergeben, die Lizenzvergabe selbst erfolgt schrittweise durch die jeweiligen Landesmedienanstalten. Ein Konsortium aus drei Mobilfunknetzbetreibern (T-Mobile, Vodafone, O2) hatte sich ebenfalls um die Lizenz beworben, unterlag jedoch. Hier lief von Juni bis September 2006 eine Testausstrahlung in mehreren deutschen Großstädten. Inzwischen hat Mobile 3.0 jedoch den Sendebetrieb eingestellt.
In Österreich hat am 29. Februar 2008 die zuständige Behörde RTR die DVB-H-Lizenz an das Konsortium aus Media Broadcast, Hutchison Drei Austria und One vergeben. Das im Mai 2008 gestartete DVB-H-Angebot von One und Drei umfasste 14 TV-Sender ORF eins, ORF 2, ATV, Puls 4, Pro7, RTL, Sat1, VOX, laola1.tv, LALA (Universal Music TV), Red Bull TV, RTL2, N24, Super RTL und 5 Radiostationen: Ö3, FM4, KroneHit, Ö1 und LoungeFM.
Das DVB-H-Angebot konnte jedoch kaum Zuschauer gewinnen (geschätzt maximal 10.000 bis 15.000) und wurde Ende Dezember 2010 eingestellt.
In der Schweiz wurde das DVB-H-Angebot im März 2010 eingestellt.

#### DVB-SH
Dabei handelt es sich um einen neuen Rundfunkstandard zur Verarbeitung von Satellitensignalen für mobile Endgeräte. Wie bei normalen Fernsehprogramm muss eine direkte „Sicht“ zum Satelliten bestehen. Dies erschwert den Empfang in Gebäuden, doch stehen in den Ballungszentren dafür DVB-H Sender bereit. Die Spezifikationen für DVB-SH ähneln dem Schwesterstandard DVB-H. Der Satellitenempfang versorgt ländliche Regionen.

#### Digital Multimedia Broadcasting (DMB)
In Europa spielte DMB vor allem in Deutschland vorübergehend eine Rolle.
Die vom DMB-Plattformbetreiber MFD Mobiles Fernsehen Deutschland und von Serviceprovidern Debitel, Mobilcom und Simply unter dem Namen „watcha“ vermarktete Ausstrahlung von 5 Fernsehprogrammen (ARD, ZDF, NTV, Pro7, Sat1, MTV) im DMB-Standard befand sich von Mai 2006 bis April 2008 im öffentlichen Regelbetrieb in Deutschland und war dort zwischenzeitlich in 16 Städten zu empfangen. Der ursprünglich vom Betreiber nach eigenen Angaben geplante flächendeckenden Ausbau bis 2010 und Aufstockung auf 40 Programme wurde nicht mehr umgesetzt. Das Angebot wurde nach 2 Jahren eingestellt, weil die Kundenzahl nach eigenen Angaben nie über ein niedriges fünfstelliges Niveau hinaus kamen. Ein weiterer Grund war, dass die EU-Kommission den konkurrierende technische Verfahren DVB-H als offizielle Norm für Europa festgelegt hatte.

#### DVB-T

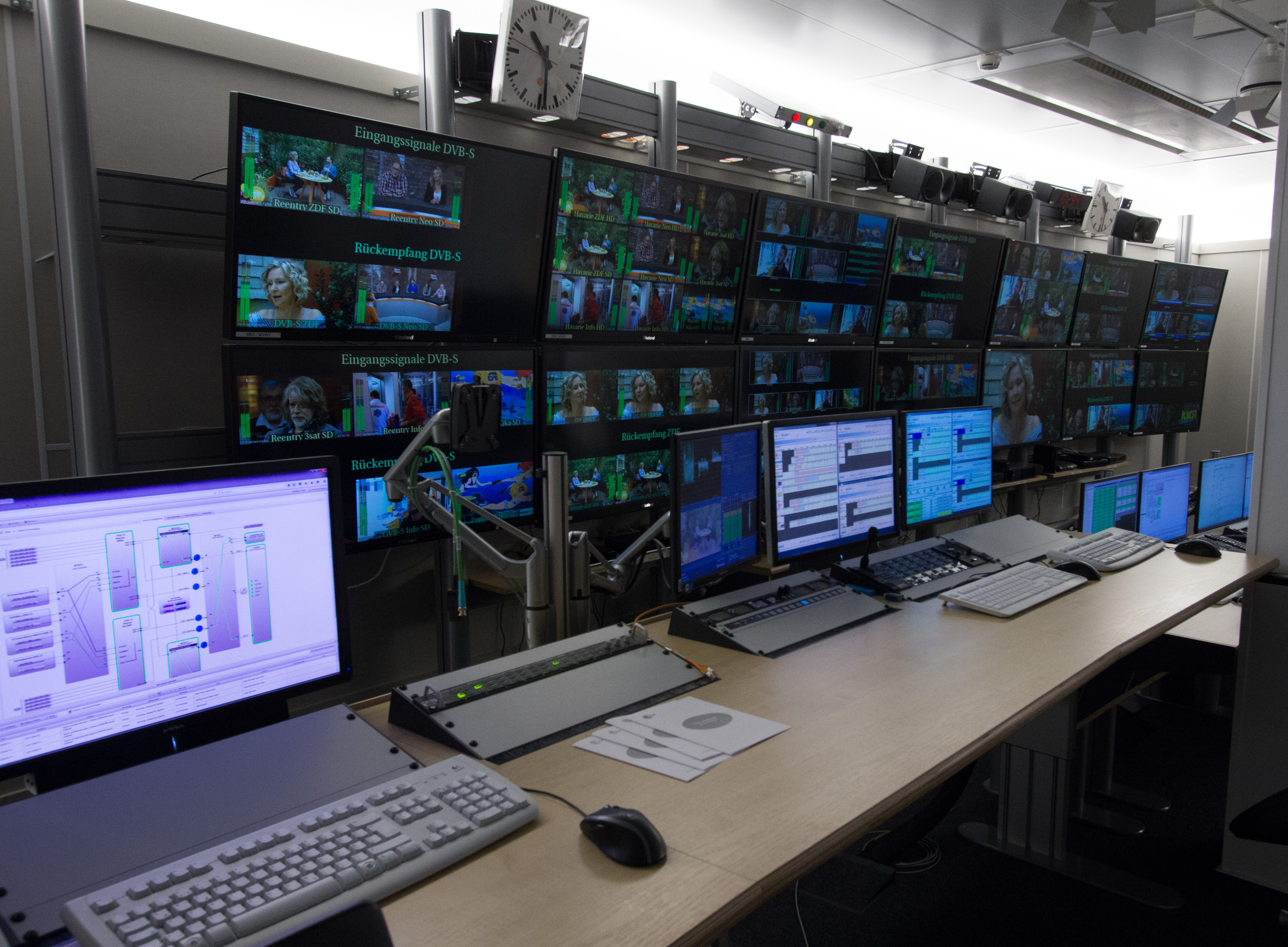
Technische Überwachung für DVB-T beim ZDF in der Sendezentrale in Mainz

Im Zusammenhang mit mobilem Fernsehen wird auch DVB-T als dritter Standard genannt, weil DVB-T durch Notebook-Nutzer mit entsprechender Zusatzausrüstung und mit dafür ausgerüsteten Handys ebenfalls mobil empfangen werden kann. Aufgrund des höheren Stromverbrauchs beim DVB-T-Empfang (gegenüber DVB-H), da es ursprünglich für die stationäre Nutzung entwickelt wurde, ist DVB-T für die Akkulaufzeit von Mobiltelefonen nicht optimal. Dafür ist DVB-T in einigen Ländern für den Nutzer zumindest teilweise unverschlüsselt und kostenlos empfangbar.
Die in Deutschland bei der DVB-H-Vergabe unterlegenen Firmen T-Mobile und Vodafone haben Ende April 2008 angekündigt, ab Mai 2008 DVB-T fähige Handys anzubieten. In Österreich hat die ebenfalls unterlegene Mobilkom Austria ein Mobil-TV-Angebot auf Basis von DVB-T über 3G-Datenkarte für Notebooks angekündigt.

#### MediaFLO
MediaFLO ist ein vom amerikanischen Chiphersteller Qualcomm entwickelter Standard zur Übertragung von Fernsehbildern an mobile Endgeräte. Das Akronym FLO in dem Kunstwort steht für „Forward Link Only“.
Die maximal mögliche Datenübertragungsrate soll bis zu 11 MBit/s betragen und der Batterieverbrauch der mobilen Endgeräte wesentlich geringer sein als bei den bisherigen Standards (bis zu 4 Stunden mit einem Standardakku). Die beim Senderwechsel benötigte Zeit soll sich auf ca. 1,5 Sekunden verkürzen.
MediaFlo wird von der britischen Firma BSkyB getestet. In den USA setzen Verizon und AT&T auf MediaFlo.

#### ISDB / SBTVD
Integrated Services Digital Broadcasting (ISDB) wird in Japan eingesetzt und erlaubt die parallele Aussendung von TV-Programmen in unterschiedlichen Qualitäten, d. h. Programme in HDTV und Programme für mobile Endgeräte werden parallel ausgestrahlt. In Brasilien kommt das eng verwandte SBTVD zur Anwendung.

### Mobilfunknetze
Es lassen sich grundsätzlich zwei Modelle zur Übertragung audiovisueller Dienste in Mobilfunknetzen unterscheiden. Zum einen hat der Nutzer die Möglichkeit, individuell und bedarfsabhängig Video-Dienste anzufordern. Man spricht in diesem Zusammenhang vom so genannten Video-on-Demand. Die Übertragung startet zu einem Zeitpunkt, den der Nutzer bestimmt und ist vergleichbar mit dem zeitversetzten Betrachten eines Videostreams im Internet. Voraussetzung für diese Vorgehensweise ist der in Mobilfunknetzen vorhandene Rückkanal, über den der Empfänger den gewünschten Dienst anfordert. Diese individuelle Verbindung wird als Unicast bezeichnet.
Der zweite potenzielle Distributionsweg für audiovisuelle Inhalte in Mobilfunknetzen sind so genannte Live-Videostreams. Anders als bei der Unicast-Übertragung fordert der Nutzer einen laufenden Dienst an, dessen Sendestart er nicht beeinflussen kann. Trotz der Teilnahme an einer vorgegebenen Übertragung wird zwischen jedem Empfänger, der den Dienst nutzt, und dem Sender eine individuelle Einzelverbindung aufgebaut. Da der gesendete Datenstrom jedoch für alle Teilnehmer der gleiche ist, spricht man von Multicast. Der wichtigste Mobilfunkstandard ist UMTS, der schon seit längerem für den Transport von audiovisuellen Inhalten benutzt wird. Der neuere Mobilfunkstandard LTE (bzw. 4G) soll aufgrund geringer Latenzzeiten wie auch einer stabileren Verbindung noch besser für mobiles Fernsehen geeignet sein. Zudem wird damit ruckelfreies bzw. selten störendes HD-Fernsehen ermöglicht.
Ein großes Problem von UMTS in Verbindung mit großen Datenpaketen ist die Senkung der Datenrate in Abhängigkeit von der Zellauslastung. Je mehr Nutzer UMTS innerhalb einer Zelle nutzen, desto geringer wird die Übertragungsrate. Das Übertragungsverfahren HSDPA soll diesem Problem durch eine verbesserte Zellauslastung entgegenwirken. Der große Vorteil von Mobilfunknetzen ist der flächendeckende Ausbau, durch den eine hohe Verfügbarkeit garantiert ist.
Da es in Deutschland nur volumenbegrenzte Datentarife gibt und Multimediaübertragungen grundsätzlich einen höheren Datenverbrauch haben, ist die „Gefahr“ größer, dass das Datenvolumen schnell aufgebraucht ist. Nach dem Verbrauch des Volumens und der Drosselung auf GPRS-Geschwindigkeit ist bekannterweise nur Textmessaging bzw. das Surfen auf Seiten mit geringlastigen Inhalten möglich; IPTV wird somit unmöglich. Deshalb sollte entweder bei regelmäßiger Nutzung ein höheres Datenvolumen gebucht werden (meist > 1 GB ausreichend) oder nur kurzzeitig mobil ferngesehen werden. Mobiles Fernsehen ohne zugebuchten Tarif bei Prepaid ist nahezu unmöglich bzw. sehr teuer, da das Guthaben extrem schnell verbraucht ist.
Die bisherigen kommerziellen Angebote in Deutschland finanzieren sich über Bezahlfernsehmodelle, während in Österreich fast alle Mobilfunkanbieter zumindest einige Fernsehsender am Handy kostenlos für alle Kunden anbieten, wie es Drei seit Juni 2008 auch in Italien tut.

### Funknetzwerke
Bei der Übertragung durch Netzwerke (WLAN / WiMAX / MBWA) stellt der Nutzer mit seinem Handy eine Verbindung mit einem Funknetzwerk her. Verfügt dieses über eine Schnittstelle zum Internet, kann sich auch der Nutzer mit dem Internet verbinden. Die Möglichkeiten audiovisuelle Inhalte zu empfangen sind dieselben wie in Mobilfunknetzen. Dieser Übertragungsweg wird den mobilen Anforderungen von Handy-TV nicht ganz gerecht, da die Technik und die Infrastruktur noch nicht so weit fortgeschritten bzw. ausgebaut sind. Die Wichtigkeit dieses Übertragungsweges könnte jedoch in Zukunft steigen.

### Internet
Es gibt in Deutschland zwei grundsätzliche Anbieter für mobiles Fernsehen über Internet, sogenanntes Mobile IPTV: Zattoo und Schoener-Fernsehen. Die öffentlich-rechtlichen Sender sind frei verfügbar (z. T. in HD). Bei Zattoo sind die Sender der RTL-Group und der ProSiebenSat1-Group nur über ein Abonnement verfügbar. Diese Dienste können auch am heimischen PC genutzt werden.
In Deutschland, wo es aufgrund der medienrechtlichen Situation (Aufteilung der Lizenzgewalt auf die Bundesländer) über Jahre hinweg keine landesweite Einigung auf einen technischen Standard für die Verbreitung von Handy-TV via Broadcast (DVB-H oder DMB) gab, gibt es immer wieder Versuche, einzelne Fernsehinhalte auf dem Handy anzubieten, ohne dabei TV-Sender im eigentlichen Sinne (festes Programmschema, Gleichzeitigkeit für alle Zuschauer) zu übertragen.
Zu den Video-Download-Angeboten gehören in vielen Ländern die Angebote der Mobilfunkanbieter auf den jeweiligen mobilen Portalen oder das Angebot von Apple iTunes, TV-Serien und Spielfilmen zu abonnieren. Die Auswahl des persönlichen Programmablaufs erfolgt über eine (mobile) Web-Oberfläche. Dabei werden je nach Anbieter allgemein zugängliche Podcasts oder auch spezieller Content angeboten. Die Bezahlung der Inhalte ist teilweise bereits in den Grundgebühren der Mobilfunkanbieter enthalten, daneben existieren monatliche Zusatzgebühren oder Pay-Per-Download sowie werbefinanzierte Angebote.
Je nach Angebot kommt durch automatische Aktualisierung und Synchronisation der einzelnen Episoden u. U. im stündlichen Rhythmus tatsächlich ein Fernseherlebnis zustande.